# Xinshan Lisuzu
Xinshan Lisuzu är en socken i Kina. Den ligger i provinsen Sichuan, i den sydvästra delen av landet, omkring 470 kilometer sydväst om provinshuvudstaden Chengdu. Antalet invånare är 6 932. Befolkningen består av 3 333 kvinnor och 3 599 män. Barn under 15 år utgör 18,0 %, vuxna 15-64 år 72 %, och äldre över 65 år 9,0 %.
Genomsnittlig årsnederbörd är 1 137 millimeter. Den regnigaste månaden är juli, med i genomsnitt 320 mm nederbörd, och den torraste är januari, med 3 mm nederbörd.